# Thanatocénose
 (octobre 2012).
Si vous disposez d'ouvrages ou d'articles de référence ou si vous connaissez des sites web de qualité traitant du thème abordé ici, merci de compléter l'article en donnant les références utiles à sa vérifiabilité et en les liant à la section « Notes et références ».
La thanatocénose est l'ensemble des êtres vivants morts, dont les restes peuvent être trouvés en un même site. 

## Description
La thanatocénose est, bien souvent, mais pas toujours, le reflet de la biocénose du site (par accumulation, naturelle, des cadavres des animaux qui y vivent, au fur et à mesure de leur mort, notamment).
Cependant, certaines conditions peuvent modifier l'accumulation des restes, et aboutir à des perturbations de la thanatocénose, qui ne reflétera plus qu'imparfaitement la biocénose d'origine : ainsi, certains types de restes peuvent faire l'objet d'une prédation, de la part de la faune charognarde, notamment, qui peut ainsi priver totalement la thanatocénose d'une ou plusieurs espèces, ou d'une proportion variable d'individus.
Enfin, certaines thanatocénoses sont le résultat de phénomènes particuliers d'accumulation, et ainsi, ne refléteront elles aussi qu'une partie de la biocénose : une thanatocénose peut ainsi être constituée par l'ensemble des restes de repas, d'une espèce carnivore, par exemple, ou bien par l'accumulation de cadavres liée à des phénomènes naturels : des courants, par exemple (en milieu sous-marin).
Des pièges naturels, comme des fosses à goudron, ou des réseaux de puits et cavernes, peuvent constituer des thanatocénoses particulièrement riches, notamment en espèces carnivores et charognardes, de par l'attrait que peut représenter pour celles-ci une accumulation naturelle de cadavres.
Enfin, comme dans beaucoup d'autres phénomènes, l'action de l'Homme peut conduire à des taphocénoses très particulières; il est, notamment, l'une des seules espèces à inhumer ses morts, parfois en présence des restes d'autres êtres vivants, ce qui conduit à des associations souvent originales.
Les restes contenus dans une thanatocénose pourront, selon les caractéristiques environnementales, ainsi qu'intrinsèques (fragilité des corps, présence ou non de tissus mous, de squelettes, coquilles...) subir le processus de fossilisation pour aboutir à la taphocénose, qui est elle-même un reflet quelque peu altéré de la thanatocénose.

## Exemples de thanatocénoses
- Les cimetières d'éléphants
- Les phosphorites du Quercy
- La dalle à ammonites
- Les puits de goudron